# 조장혁
조장혁(1969년 2월 27일 ~ )은 대한민국의 가수이다. 
1990년 9월 언더그라운드 미사리 라이브 클럽에서 통기타 가수로 첫 데뷔 하였고 1991년 2월 언더그라운드 라이브 클럽에서 통기타 가수 첫 데뷔하였고 1996년에 '조장혁 1집 change'를 발표하여 가요계에 정식 데뷔하였다.

## 학력
- 서울강동초등학교 (1981년 졸업)
- 천호중학교 (1984년 졸업)
- 한영고등학교 (1987년 졸업)
- 서울예술대학교 실용음악과 (졸업)

## 앨범

### 정규 음반
1. change (1996)
2. Inside your heart (1998)
3. LOVE (2000)
4. Sad... (2001)
5. 아직은 사랑할 때 (2003)
6. The Present (2008년)

### Best Album
1. Music of my life (2004)

### 비정규 음반
1. Now...{(아직은 사랑할때) 리메이크 버전} (2012년)
2. 숨 쉴때마다 (2015년)

- 《체인지》 - 주제곡 〈체인지〉(1996)
- 《별은 내 가슴에》 - 〈그대 떠나가도〉 (1997)
- 《명랑소녀 성공기》 - 〈Love Song〉 (2002)
차게 앤 아스카의 곡을 리메이크했다.
- 《별을 쏘다》 - 〈In my dream〉 (2002)
차게 앤 아스카의 곡 On Your Mark를 리메이크했다.
- 《러브홀릭》 - 〈후애〉 (2005)
- 《내 사랑 못난이》 - 〈기억상실〉 (2006)
- 《연인》 - 〈연인〉 (2006)
- 《조선 총잡이》 - 〈무한지애 (無限之愛)〉 (2014)

## 그 외 활동

### 방송
- 《나는 가수다 Ⅱ》(2012년, MBC)
- 《미스터리 음악쇼 복면가왕》(2015년, MBC) - 마른하늘에 날벼락 , 감성보컬 귀뚜라미 (생방송 우승), 연예인 판정단
- 《미스터리 음악쇼 복면가왕》(2016년 ~ 2018년, 2021년, MBC) - 고정 판정단
- 《듀엣 가요제》(2016년, MBC)